# 葵涌焚化爐

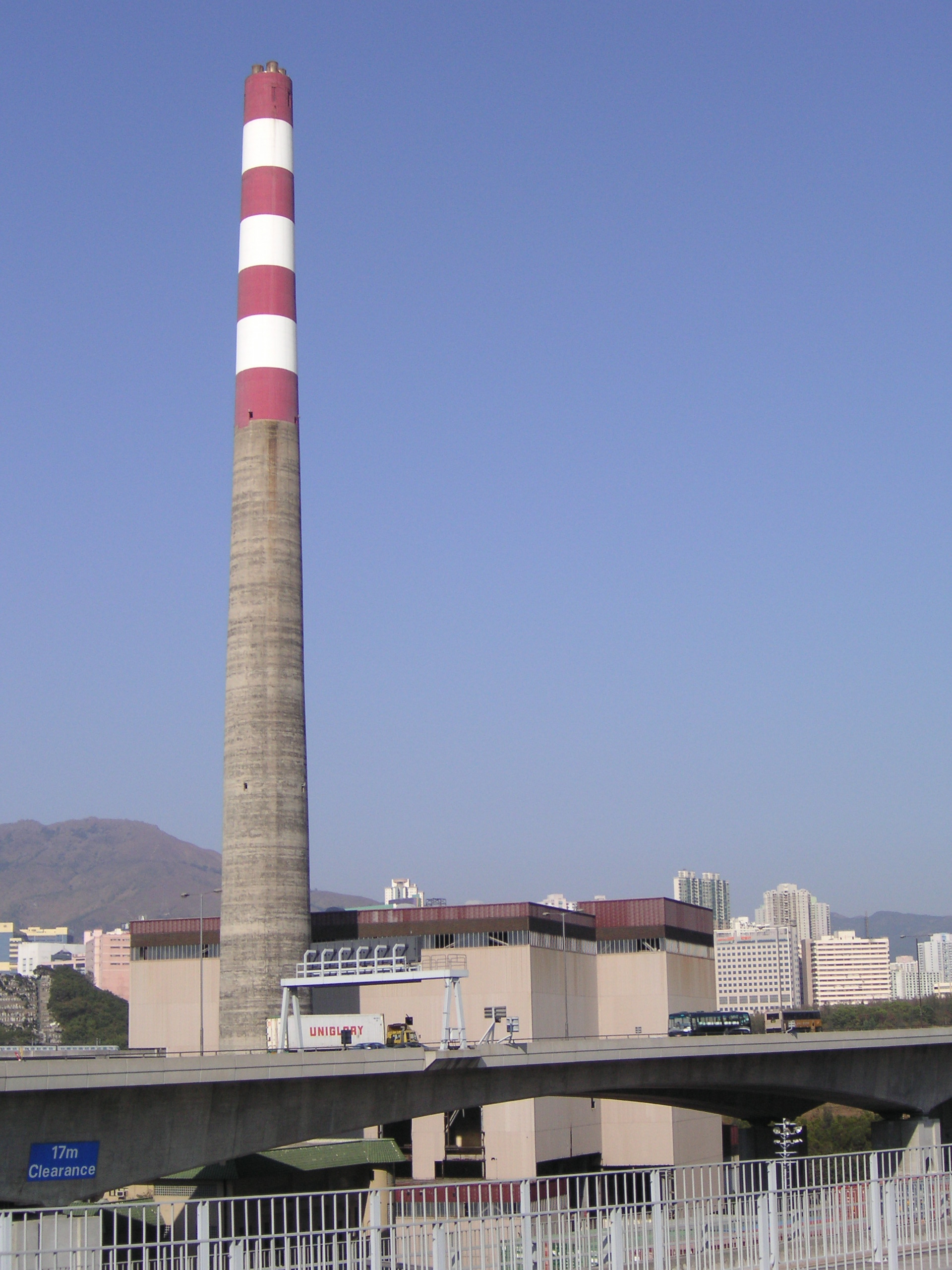
葵涌焚化爐

葵涌焚化爐（英語：Kwai Chung Incineration Plant），曾經是香港四大垃圾焚化爐之一，位於葵涌西南部，1978年10月啓用，耗資達1億5千萬，成為青葵公路上的一個地標。
至1986年，港府衛生福利科宣佈於1992年停止使用焚化爐處理固體廢物，但因應荔枝角焚化爐關閉後的垃圾處理需要，此焚化爐一直延至1997年5月才停用。該焚化爐關閉後一直存在，直至2008年分三個階段清拆。焚化爐毗鄰青葵公路、長青橋、荃灣華人永遠墳場、荃灣避風塘、葵青貨櫃碼頭、現代貨櫃碼頭有限公司等。

## 拆卸

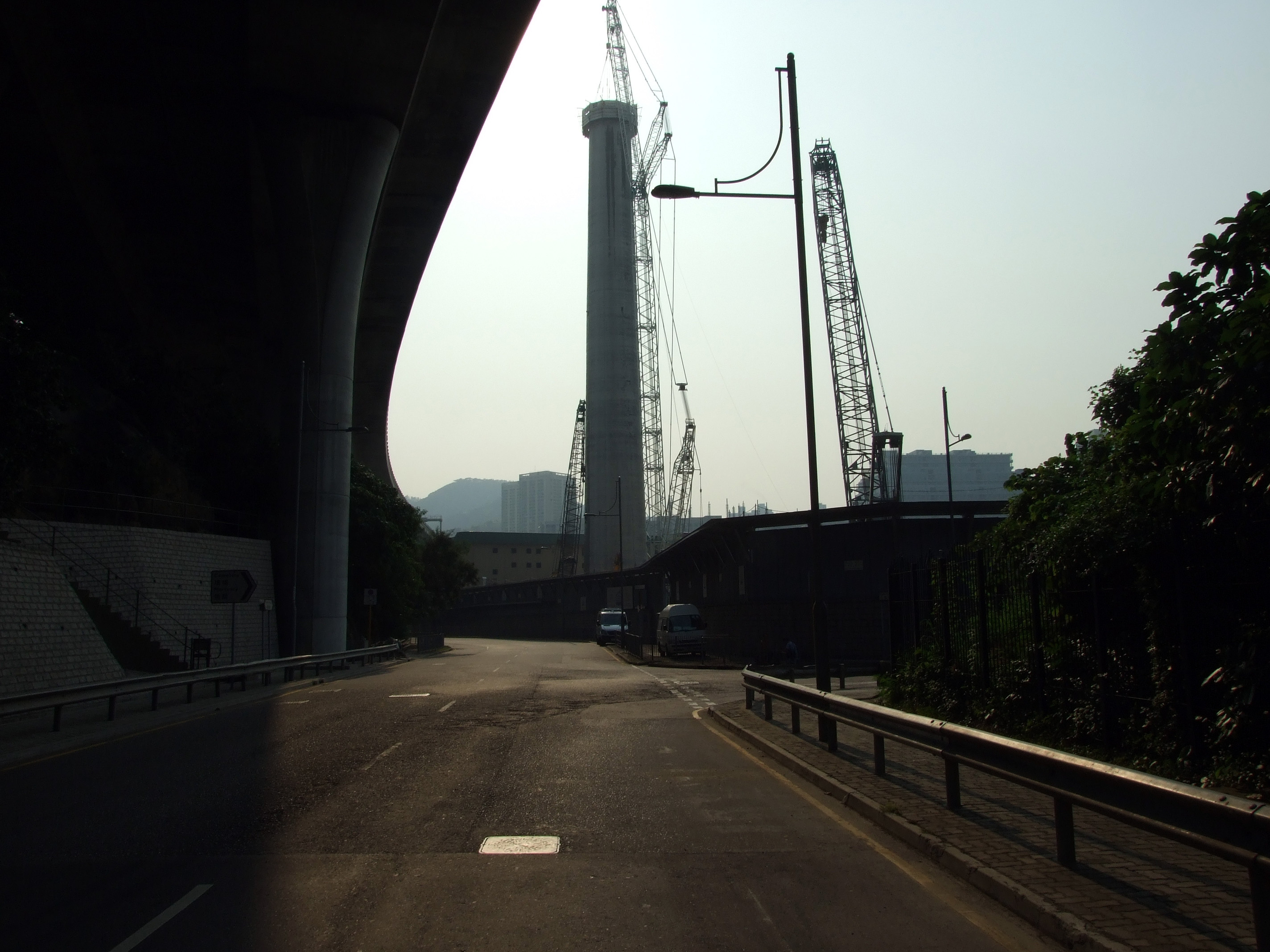
拆卸中的葵涌焚化爐煙囪

因煙囪太接近青葵公路，為避免拆卸時引起的噪音和塵埃，政府使用了新方法拆卸葵涌焚化爐的煙囪。新方法使用了一條長168米的吊臂，將預製的鋼鐵保護網套上煙囪頂道，再用電動鑽石鏈切割機將煙囪一截一截地切下。此方法較傳統的爆破或撞擊式拆卸更環保及安全，也不會對整個工程帶來額外的成本。

## 外部連結
1. . 環境保護署.   [2008-01-26]. （原始内容存档于2008-05-14）.
2. . 星島日報 (星島新聞集團). 2009-09-07  [2009-09-08]. （原始内容存档于2009-09-11）.
3. (PDF). 香港立法會.   [2017-09-27]. （原始内容存档 (PDF)于2021-04-27）.